# 電信塔 (蒙得維的亞)
電信塔（西班牙語：Torre de las Telecomunicaciones）或稱華金·托雷斯-加西亞塔，是一座高157公尺、共35層的摩天大樓，位於烏拉圭蒙得維的亞的亞灣畔。
電信塔是烏拉圭國有電信公司ANTEL的總部所在地 ，也是該國最高的摩天大樓。它由烏拉圭建築師卡洛斯·奧特設計，該塔由美國橋樑公司和其他設計/建造財團團隊於2002年完成。

## 概要
電信塔總面積為19.459平方公尺，是一個由六座建築和不同公共空間組成的複合式建築群，由主塔、客戶服務大樓、電信博物館和禮堂組成，據其管理人員稱，電信塔被認為是拉阿瓜達社區城市更新的起點。該建築群中最顯眼的建築是進駐ANTEL所在的鋼製玻璃大廈。整個星期都設有導遊參觀服務。可以欣賞到整個海灣、港口和蒙得維亞灣畔的壯麗景色。

## 爭議
最初電信塔的建設宣佈時，許多政客抱怨它的成本（4000萬美元，外加2500萬美元用於建造電信綜合大樓的其他5座建築物）過於昂貴。建設過程中出現的問題使最初的6500萬美元變成了1.02億美元。由於2002年該國陷入經濟危機，電信塔被批評者稱為浪費公共資金。

## 外部連結
- ANTEL official website
- American Bridge, participant in the construction[]
- Guided Tours in the building